# Gyulai Márta
Gyulai Márta (Budapest, Terézváros, 1898. december 25. – Budapest, 1972. január 2.) író, újságíró.

## Élete
Gyulai (Goldmann) Dávid Lipót (1860–1930) magánhivatalnok, a Czettel-Deutsch és Társa beltagja és Grünwald Klotild (1873–1919) gyermekeként született. Ikertestvére Gyulai Ida (1898–1971) diplomata. A Budapest Székesfővárosi VI. Kerületi Váci-körúti Községi Polgári Leányiskola tanulója volt, majd a Grenoble-i Egyetemen tanári diplomát szerzett. Miután hazatért, a francia nyelv tanításából tartotta fenn magát. Első novellái és kritikái 1917-től jelentek meg a Nyugatban. Az 1930-as években kapcsolatban állt a Magyarországi Szocialista Munkáspárttal. Sokáig lakásában tárolták az illegális propaganda anyagokat. 1942-től több baloldali kiadvány (12 költő, Új Almanach, Mai könyv) munkatársa volt. 1945 után lektorként dolgozott, majd a párizsi Magyar Követség sajtóosztályát vezette. Soha nem ment férjhez.
Az 1920-as évektől szerelmi viszonyt ápolt Osvát Ernővel, aki öngyilkossága előtt hozzá írta búcsúlevelét.
A Farkasréti temetőben helyezték nyugalomra.

## Díjai, elismerései
- Szocialista Hazáért Érdemrend